# Front ohne Gnade
Front ohne Gnade ist eine 13-teilige Historienserie des Fernsehens der DDR. Die von 1981 bis 1983 bei der DEFA produzierte Serie wurde als Nachfolger der Serie Archiv des Todes konzipiert. Front ohne Gnade schildert in mehreren Episoden den Kampf deutscher Widerstandskämpfer in der Zeit von 1934 bis nach Ende des Zweiten Weltkriegs. Die Serie wurde erstmals vom 6. Januar bis zum 30. März 1984 ausgestrahlt.

## Inhalt
Im Zentrum der Handlung steht der kommunistische Widerstandskämpfer Hermann Anders. Der Draufgänger Heiner bandelt mit dem Dienstmädchen Anni an. Diese arbeitet im Haus des Obersturmbannführers Maas und spioniert nun für Heiner und seine Freunde Hermann und Lydia. Doch Maas’ Butler Cyrus kommt Anni auf die Spur. Derweil entführt Hermann im Bürgerkrieg in Spanien zusammen mit Pablo Calvo den Hauptmann der Legion Condor, Baron Gottfried von Lindeck.
Anni wird im KZ bei medizinischen Tests getötet (sie verhungert), der Spanier  Calvo fällt in den letzten Tagen des Krieges an der Seite der Roten Armee vor Berlin. Ende der Serie im Epilog: Nach kurzer Inhaftierung arbeiten Maas und sein langjähriger Mitarbeiter Menge nach dem Krieg für die CIA und die Organisation Gehlen.

## Folgen
1. In letzter Minute (6. Jan. 1984)
2. Tod in der Villa (13. Jan. 1984)
3. Fund in der Nacht (20. Jan. 1984)
4. P3X schweigt für immer (27. Jan. 1984)
5. Der falsche Baron (3. Feb. 1984)
6. Entscheidung um Mitternacht (10. Feb. 1984)
7. Pianos für Malaga (17. Feb. 1984)
8. Unternehmen Feuerball (24. Feb. 1984)
9. Tödliche Falle (2. März 1984)
10. Gefahr für Pablo (9. März 1984)
11. In den Felsen des Kaukasus (16. März 1984)
12. Todesplan für den Schacht (23. März 1984)
13. Fesseln für die Mörder (30. März 1984)

## Nebendarsteller
- Bernd Braun: Jochen Hellmann
- Hans-Joachim Entrich: Förster
- Jaecki Schwarz: Kriminaltechniker
- Ursula Christowa-Staack: Mollige Kundin
- Hans-Joachim Hegewald: Standartenführer von Wittke
- Heinz Schröder: Prof. Mantey
- Gisela Leipert: OP-Schwester
- Marijam Agischewa: Flores
- Jürgen Reuter: Unteroffizier Patzke
- Uwe Zerbe: Stabschef Int. Brigaden
- Frank Schenk: Hartnich
- Angel Stojanow: Capitano Manzoli
- Klaus Mertens: SS-Oberführer
- Thomas Gumpert: Sonderführer Dr. Gäbler
- Helmut Schreiber: Major im Abteil
- Lubomír Kostelka: Schlafender Etappenhauptmann
- Jörg Knochée: Junger Leutnant
- Eckhard Bilz: Älterer Etappenhauptmann
- Wolfram Handel: Standartenführer Eisleben
- Hans-Peter Reinecke: Lagerleiter
- Petr Skarke: Boris
- Peter Friedrichson: Junger Lkw-Fahrer
- Fred Delmare: Älterer Obergefreiter
- Wilfried Pucher: Stabsarzt
- Joachim Schönitz: Leutnant der Grabenstreife
- Heidemarie Wenzel: Dr. Wille
- Kaspar Eichel: Krauthahn
- Werner Ehrlicher: Dr. Hunger
- Willi Neuenhahn: Mann mit Bohrhammer
- Klaus Gehrke: Leibwächter
- Gert Gütschow: Dr. Helferich
- Helmut Schellhardt: Baldauf
- Klaus-Dieter Klebsch: Erxleben
- Werner Pfeifer: Mann in Uniform
- Werner Senftleben: Ortsbauernführer
- Leon Niemczyk: Sowjetischer Major
- Horst Giese: SA-Führer
- Dieter Memel: SA-Führer
- Jörg Panknin: Untersuchungshäftling
- Armin Gröpler: Kriminaltechniker
- Horst Papke: Feldwebel
- Gerd Michael Henneberg: Physiker
- Werner Kanitz: Sowj. Partisanenoffizier
- Pedro Hebenstreit: Kaukasier am Seil
- Hartmut Beer: Englischer Posten
- Peter Thomsen: Englischer Wachposten
- Swetlana Skorochodowa: Sonja
- Stanislaw Brankatschk: Aljoscha
- Wladimir Matlak: Wolodja